# Komsomolets (K-278)
Komsomolets foi o único submarino nuclear de ataque do Projeto 685 Plavnik da Frota Naval Militar Soviética. Em 4 de agosto de 1984 o K-278  atingiu um recorde de profundidade de 1 020 m (3 350 ft) no Mar da Noruega. A embarcação afundou em 1989 e está atualmente no solo oceânico do Mar de Barents, a uma profundidade de cerca de 1 500 m, com seu reator nuclear e duas ogivas nucleares ainda a bordo. O único submarino do Projeto 685 foi desenvolvido para testar as tecnologias soviéticas da 4ª geração de submarinos nucleares. Apesar de inicialmente ser um modelo experimental, era completamente capaz para guerrear, mas afundou após um incêndio em um compartimento na parte traseira em sua primeira patrulha operacional.
O Komsomolets foi capaz de submergir após o início do incêndio e permaneceu emerso por aproximadamente 5 horas antes de afundar. Dos 42 membros da tripulação que faleceram, apenas 4 foram mortos pelo fogo e fumaça, enquanto que os outros 34 morreram de hipotermia, afundando nas frias águas, esperando o resgate. Devido à perda de vidas, um inquérito público foi iniciado e, como resultado, muitos detalhes antes secretos, foram revelados pelos soviéticos nas mídias.

## Projeto
O Projeto 685 foi desenhado pelo Escritório de Projetos Rubin em resposta à um desafio para desenvolver um submarino avançado que pudesse carregar uma variedade de torpedos e mísseis de cruzeiro com ogivas convencionais ou nucleares. A ordem para projetar o submarino foi emitida em 1966, tendo sido o projeto concluído em 1974. A primeira (e única) quilha foi batida em 22 de abril de 1978 em Severodvinsk. O K-278 foi lançado em 3 de junho de 1983 e comissionado em 28 de dezembro de 1983.
O K-278 possuía casco duplo, sendo o interior composto de titânio, que fornecia uma profundidade operacional muito maior do que os submarinos americanos da época. O casco de pressão era composto de sete compartimentos com o segundo e o terceiro protegidos por anteparos reforçados, criando uma "zona de segurança" no caso de uma emergência. Uma cápsula de escape era montada na sail (torre) acima destes compartimentos, permitindo à tripulação abandonar o submarino no caso de uma emergência enquanto submergido. A inteligência inicial do ocidente estimou a velocidade do K-278 baseado em uma suposição de que era motorizado por um par de reatores de metal-líquido chumbo-bismuto. Quando a União Soviética revelou que o submarino utilizava um único reator de água pressurizada OK-650 b-3 convencional, as estimativas de velocidade foram reduzidas.

## Tripulação
De acordo com Norman Polmar e Kenneth J. Moore, dois especialistas ocidentais em projetos e operação de submarinos soviéticos, o Projeto 685 incluía muitos sistemas automatizados, que por sua vez, permitiam que menos tripulantes fossem necessários para um submarino de seu tamanho. A tripulação necessária aprovada pelo Ministério de Defesa da União Soviética em 1982 foi aprovada para apenas 57 homens. Isto foi posteriormente aumentado para 64: 30 oficiais, 22 subtenentes e 12 suboficiais e marinheiros.

## Denominação do K-278
Em outubro de 1988, o K-278 foi honrado ao se tornar um dos poucos submarinos soviéticos a receber um nome real: Komsomolets (Комсомолец, significando "um membro do Komsomol"), e seu comandante, Capitão Yuriy Zelenskiy foi honrado por operá-lo em uma profundidade de 1 020 m (3 350 ft).

## Naufrágio
Em 7 de abril 1989, sob comando do Capitão Evgeny Vanin e submerso a uma profundidade de 335 m a cerca de 180 km a sudoeste da Ilha do Urso, um incêndio iniciou-se na sala de motores devido a um curto-circuito, e apesar das portas à prova d'água terem sido fechadas, o fogo se espalhou pelo anteparo. O reator foi desligado e a propulsão perdida. Problemas elétricos se espalharam devido os cabos terem sido queimados e o controle do submarino estava ameaçado. Um tanque de lastro de emergência foi esvaziado e o submarino veio à superfície dezessete minutos após o início do incêndio. Foram feitos pedidos de ajuda e a maior parte da tripulação abandonou a embarcação.
O incêndio continuou, alimentado pelo sistema de ar comprimido. Às 15h15, várias horas após o submarino ter emergido, afundou em 1 680 m de água, a cerca de 250 km sul-sudoeste da Ilha do Urso. O comandante e outros quatro que ainda estavam a bordo entraram na cápsula de escape e a ejetar. Apenas um dos cinco a atingir a superfície foi capaz de deixar a cápsula e sobreviver antes que esta afundasse.
Aeronaves de resgate chegaram em pouco tempo e lançaram pequenos botes, mas a maior parte dos homens há haviam morrido de hipotermia na água de 2 °C do Mar de Barents. A fábrica de peixes flutuadora B-64/10 Aleksey Khlobystov (Алексей Хлобыстов) chegou 81 minutos após o K-278 ter afundado, resgatando 25 sobreviventes e cinco fatalidades. No total, 42 dos 69 homens a bordo morreram no acidente, incluindo o comandante.

## Resultado
Além de seus oito torpedos padrão, o K-278 estava carregando dois torpedos com ogivas nucleares. Sob pressão da Noruega, a União Soviética utilizou submarinos remotos operados a partir do navio de pesquisas oceanográficas Keldysh, em busca do K-278. Em junho de 1989, dois meses após o acidente, os destroços foram encontrados. Oficiais soviéticos afirmaram que quaisquer possíveis vazamentos eram insignificantes e não ameaçavam ao meio ambiente.
Uma verificação dos destroços em maio de 1992 revelou rachaduras ao longo de todo o casco de titânio, algumas delas com 30-40 cm, além de possíveis vazamentos nos canos de refrigeração do reator. Uma pesquisa oceanográfica da área em agosto de 1993 sugeriram que as águas no local não estavam se movendo verticalmente, de forma que a vida marinha na área não estava sendo rapidamente contaminada. A pesquisa também revelou um buraco de mais de seis metros no compartimento de torpedos dianteiro.
Em 1993, o Vice Almirante Chernov (à época), comandante do grupo de submarinos do qual o Komsomolets era parte, fundou a Sociedade Memorial do Submarino Nuclear Komsomolets, um trabalho de caridade para auxiliar às viúvas e órfãos de seu antigo comando. Desde então, a sociedade se estendeu para dar assistência às famílias de todos os marinheiros e oficiais de submarino perdidos no mar. Além disso, o dia 7 de abril tornou-se um dia comemorativo para todos os marinheiros e oficiais perdidos no mar.
Uma expedição em 1994 revelou um vazamento de plutônio de um dos dois torpedos nucleares. Em 24 de junho de 1995, o Keldysh saiu novamente de São Petesburgo para selar as fraturas do casco no compartimento 1 e cobrir as ogivas nucleares, tendo declarado sucesso no final de uma expedição subsequente em julho de 1996. O governo russo declarou que o risco de contaminação radioativa do meio ambiente era insignificante até 2015 ou 2025.
Autoridades norueguesas da Agência de Meio Ambiente Marinha e da Agência de Radiação, obtiveram várias amostras em agosto de 2008 e não foram encontrados indícios de radiação. Verificaram por várias substâncias radioativas diferentes, incluindo emissores de gama, plutônio, amerício e estrôncio.
Em julho de 2019 uma expedição conjunta da Noruega e Rússia em uma rotina de monitoramento dos destroços detectou níveis elevados de contaminação na água ao redor deles, indicando um vazamento ou do reator ou dos torpedos. Apesar do vazamento, a expedição concluiu que havia apenas uma insignificante ameaça ao meio ambiente, devido à profundidade dos destroços e a diluição.